# Sparagovići
Sparagovići je osada, patřící spolu s vesnicemi Boljenovići a Metohija mezi tzv. Ponikve. Nachází se v opčině Ston v Dubrovnicko-neretvanské župě v Chorvatska. V roce 2011 zde žilo 114 obyvatel.

## Poloha
Sparagovići je osada v centrální části vnitrozemí poloostrova Pelješac. Leží při státní silnici D414 od Stonu směrem na Orebić mezi Zabrđe a Boljenovići.

## Galerie

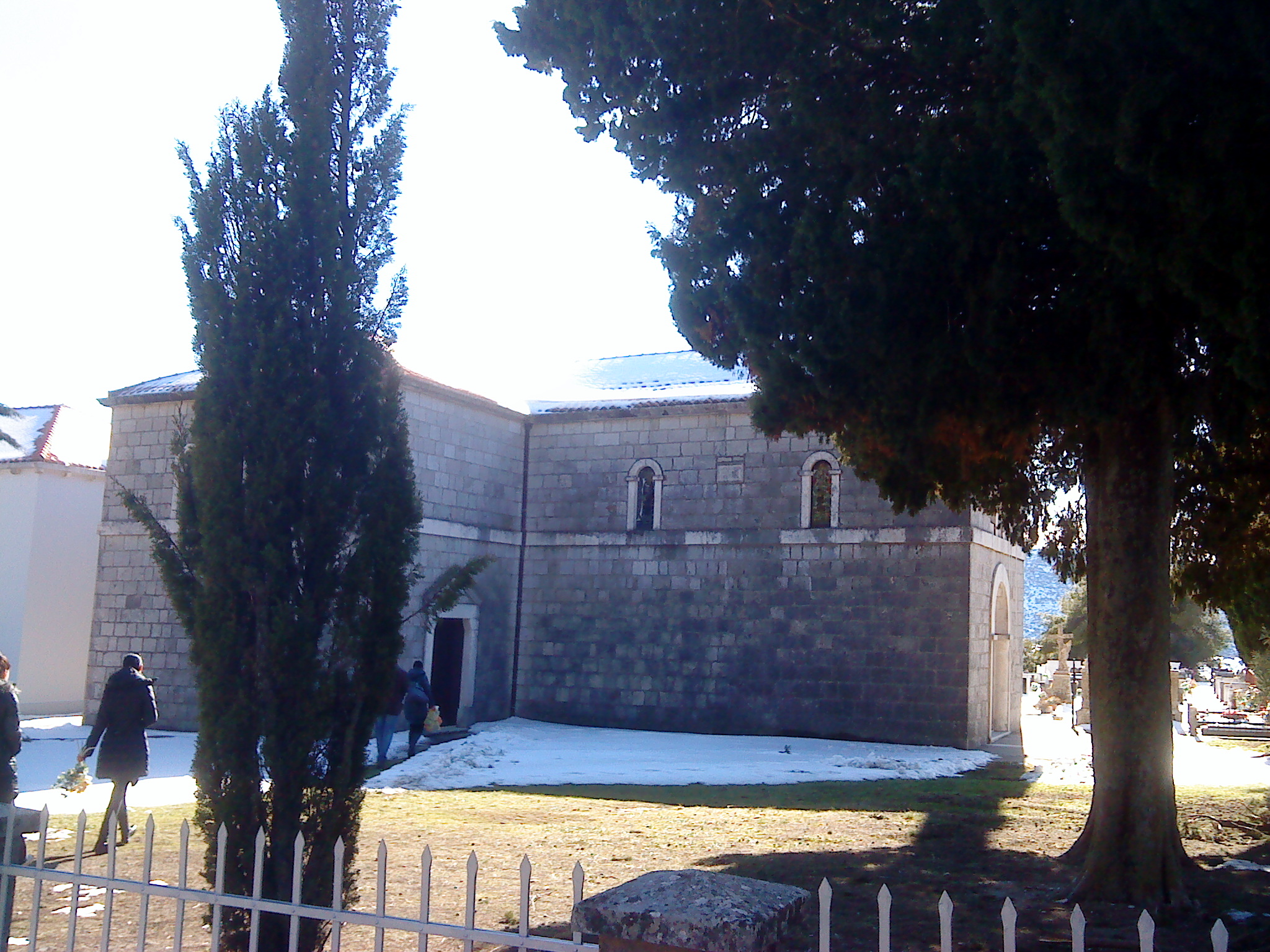
Kostel sv. Jana Křtitele
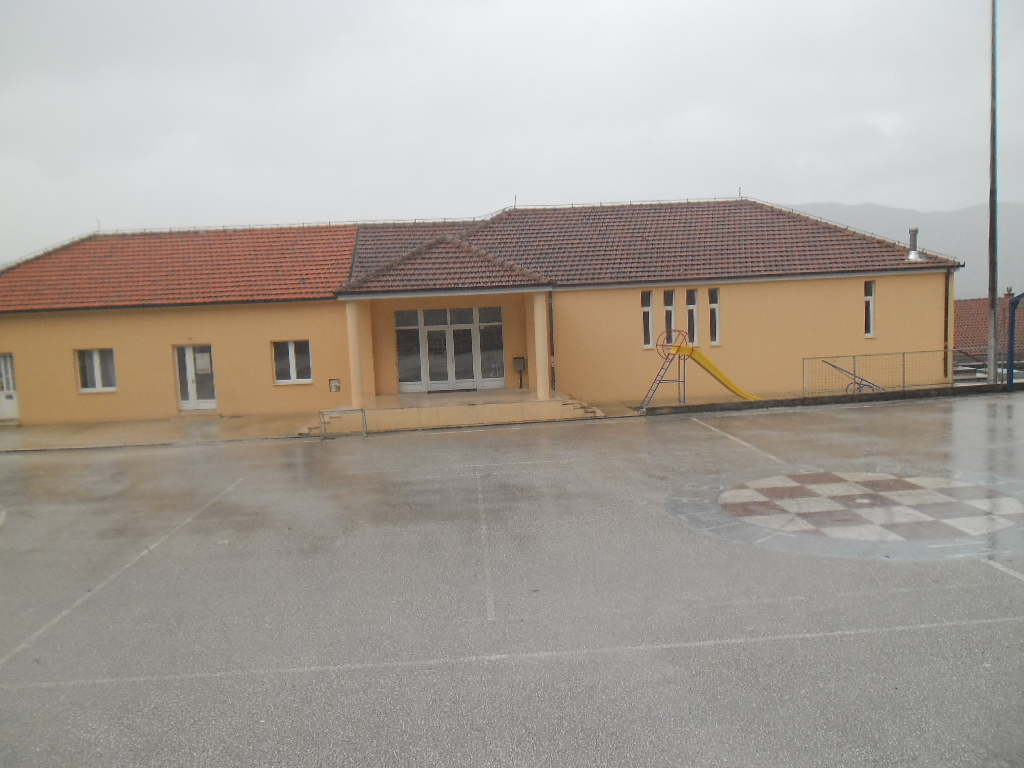
Škola
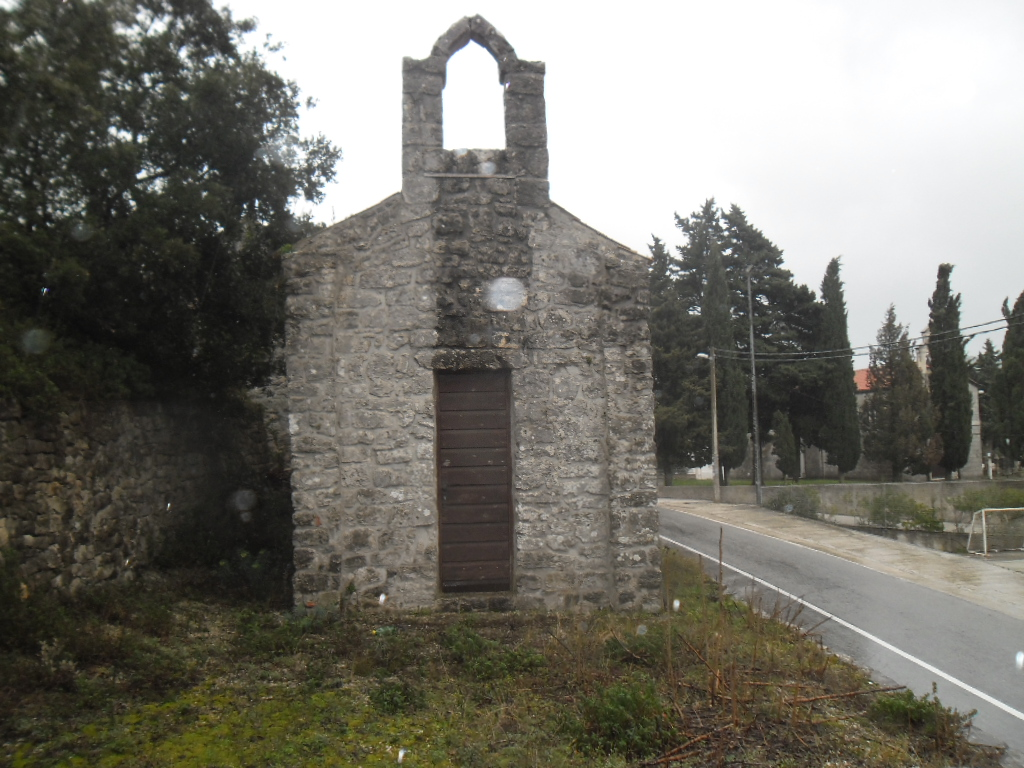
Kaple